# Charles de Carteret
Charles de Carteret (Sark, 4 giugno 1679 – 6 giugno 1715) figlio di Philippe de Carteret IV, è stato il 6º signore di Sark e il 22º signore di Saint Ouen dal 1693 fino alla sua morte.
Non risiedette sull'isola di Sark e durante il suo governo i terreni della famiglia sull'isola vennero in buona parte lottizzati e venduti ai residenti.
Fu gentiluomo delle camere private della regina Anna e balivo di Jersey.
Alla sua morte, non avendo generato eredi, gli succedette il cugino John Carteret.